# Zwarte Piet

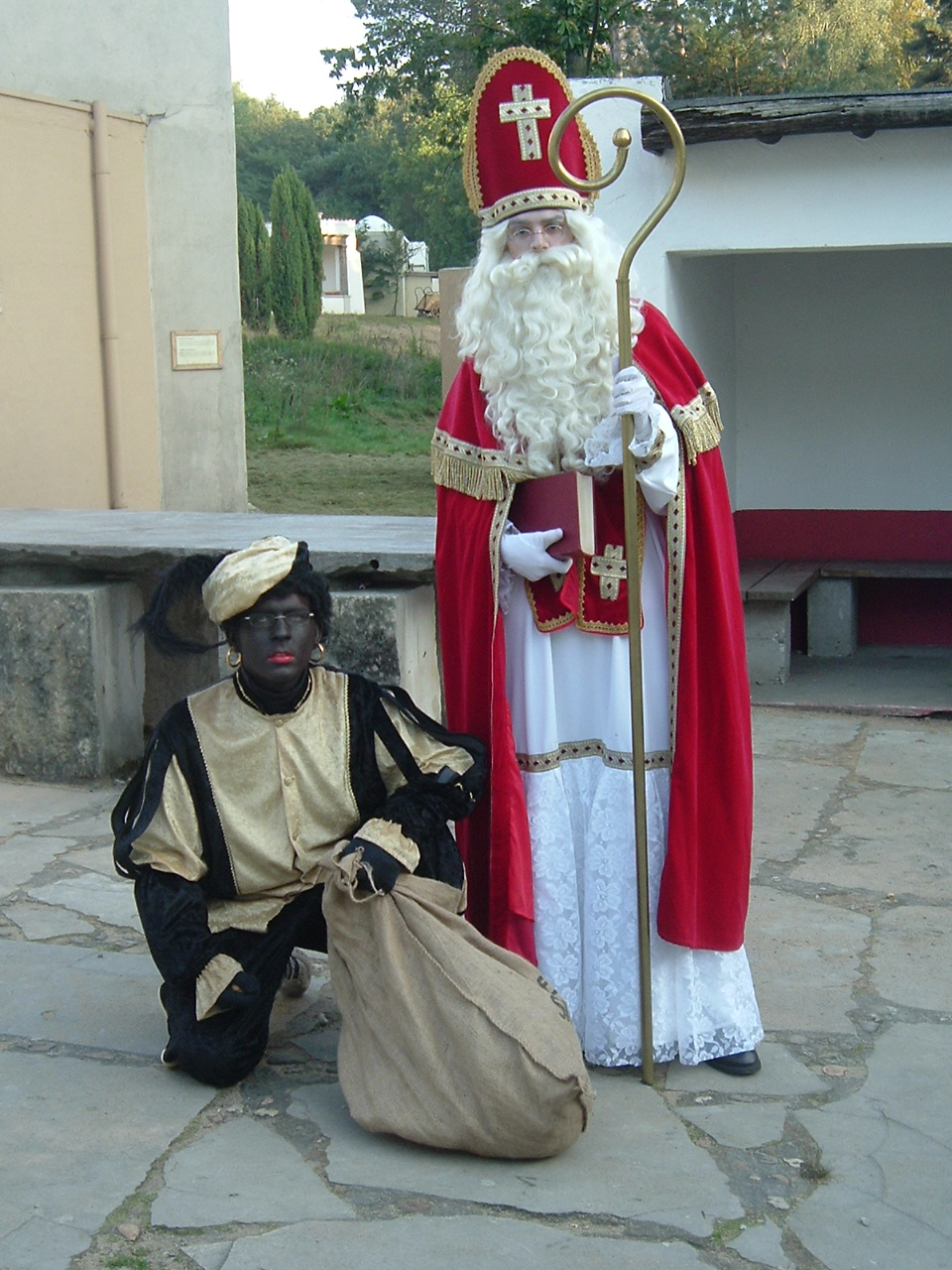
Zwarte Piet, till vänster, tillsammans med Sankt Nikolaus (2005).

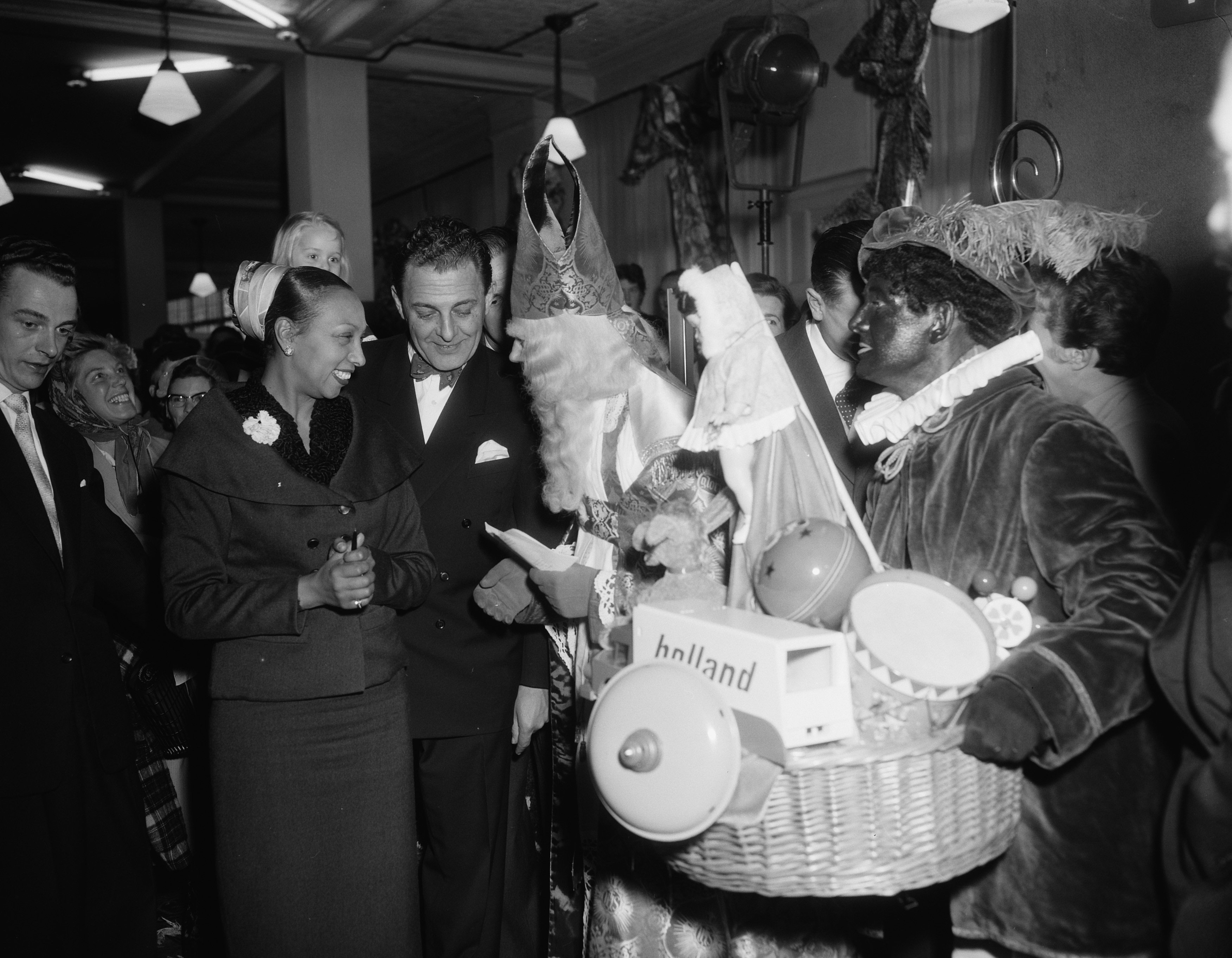
Josephine Baker träffar Sinterklaas och Zwarte Piet i Amsterdam 1957.

Zwarte Piet (fil)  ("Svarte Petter"), är en folkloristisk figur i Belgien och Nederländerna, som utgörs av en mörkhyad betjänt som arbetar för Sankt Nikolaus (Sinterklaas på nederländska). Den årliga Sinterklaas-festen infaller den 5 december i Nederländerna, och 6 december i Belgien, då detta par delar ut godis och presenter till snälla barn.

## Firande och ursprung
Zwarte Piet spelas av både pojkar, flickor, män och kvinnor. De är svartsminkade med svart hy, krullig peruk, guldringar i öronen och bär moriska pagekläder. Figurens ursprung har spårats tillbaka till mitten av 1800-talet då Jan Schenkman, en populär barnboksförfattare, introducerade en svart tjänare till berättelsen om Sinterklaas, där figurens svarta hy förklaras med att det kommer från sotet från alla skorstenar som tjänaren klättrar i för att dela ut presenter till barnen. I andra delar av Väst- och Centraleuropa förekommer andra namn på Sankt Nikolaus, exempelvis Nikolo i Österrike, Nikolaus i Tyskland och Samichlaus i Schweiz.

## Debatt
Internationellt har traditionen ifrågasatts sedan 1960-talet och anklagats för att vara rasistisk utifrån att rollfiguren utgör ett stereotypt porträtt av den svarte mannen. Förespråkarna menar att Zwarte Piet är svart av sot enligt bakgrundshistorien och att det är en kulturell tradition i Nederländerna som inte kan ändras.